# Arda Akbulut
Arda Akbulut (* 1. Januar 2001 in Trabzon) ist ein türkischer Fußballtorhüter.

## Karriere

### Verein
Akbulut begann mit dem Vereinsfußball in der Jugend von Trabzonspor. Im September 2017 erhielt er dort auch einen Profivertrag, spielte aber etwa ein Jahr lang weiterhin für die Nachwuchs- bzw. Reservemannschaft und gab am 19. Dezember 2018 in der Pokalbegegnung gegen Sivas Belediyespor sein Profidebüt. In der Süper Lig kam er knapp zwei Monate später gegen Galatasaray Istanbul erstmals zum Einsatz. In der folgenden Saison konnte er dann den nationalen Pokal gewinnen und 2021/22 dank einer Partie am 13. Spieltag gegen Gaziantep FK die nationale Meisterschaft feiern. Im Sommer 2022 verlieh ihn der Verein bis zur Winterpause an Zweitligist Bandırmaspor. Dort bestritt er jedoch kein Pflichtspiel und so nahm in zur Rückrunde Ligarivale Adanaspor leihweise unter Vertrag.

### Nationalmannschaft
Von 2015 bis 2019 absolvierte der Torhüter insgesamt 27 Partien für diverse türkische Jugendnationalmannschaften.

## Erfolge
- Türkischer Pokalsieger: 2020
- Türkischer Meister: 2022